# Max Cohnheim
Max Cohnheim, eigentlich Marcus Cohnheim (* 8. November 1826 in Fraustadt, Provinz Posen; † 25. September 1896 in Newark, New Jersey), war ein deutscher Revolutionär, ein deutschamerikanischer Schriftsteller und Publizist sowie ein Aktivist der demokratischen Bewegung, des Republikanismus und der Arbeiterbewegung. Während der Deutschen Revolution 1848/1849 war er ein Autor von Flugschriften, ein Teilnehmer des Struve-Putsches und der Reichsverfassungskampagne, Zivilkommissär sowie Kommandeur einer Volkswehr-Brigade in Wiesloch. Wegen staatlicher Verfolgung im Deutschen Bund emigrierte er in die Schweiz, dann über London in die Vereinigten Staaten von Amerika. Im Amerikanischen Bürgerkrieg diente er – wie viele andere Forty-Eighters – als Offizier auf der Seite der Nordstaaten, danach für einige Jahre als Angestellter des US-Finanzministeriums. Als Redakteur und Herausgeber von deutschsprachigen Zeitungen und Satireblättern in Berlin, Genf, New York City, Washington, D.C. und San Francisco trat er ebenso hervor wie als Schauspieler und als Autor von Volksstücken für deutschsprachige Theater in New Yorks Einwanderermilieu Kleindeutschland.

## Leben

### Bis 1848
Cohnheim stammte aus einer jüdischen Familie in Fraustadt, damals eine Kreisstadt in der Provinz Posen im Königreich Preußen, heute Wschowa in Polen. Bis zur Jahrgangsstufe Tertia, die er im Schuljahr 1841/1842 verließ, besuchte er das Königliche katholische Gymnasium von Glogau. Als Handlungsgehilfe ist er danach in Berlin greifbar. Dort gehörte er zu jenen, die in der Weinstube von Jacob Hippel, einem Treffpunkt junger Intellektueller, ein und aus gingen. Am 1. Oktober 1847 verpflichtete er sich als einjähriger Freiwilliger (Kanonier) bei der preußischen Garde-Artillerie-Brigade.

### Berliner Märzrevolution 1848
Einige Wochen nach dem Barrikadenaufstand vom 18. März 1848, dem Höhepunkt der Märzrevolution in Berlin, wurden Cohnheim und Adolph Reich, ein Freund Cohnheims, Mitglieder des Volksvereins.  Der Volksverein war eine politische Vereinigung, die für Urwahlen eintrat, die Vertretung der Interessen von Arbeitern und Besitzlosen verfolgte und nach ihrem Tagungsort In den Zelten auch Volksverein unter den Zelten genannt wurde. Reich übernahm im April 1848 in diesem Verein die Funktion eines Sekretärs. Als Extrablätter der Zeitung des Volksvereins, der Volks-Stimme, erschienen im April 1848 vier Nummern der Schrift Konstitutioneller Katechismus, einer Flugschrift gegen die Fürsten- und Königsherrschaft, verfasst von Cohnheim und Reich. Von der Resonanz ermutigt unternahmen Cohnheim und Reich anschließend den Versuch, ein Satireblatt zu gründen. Am 1. Mai 1848 erschien Der Satyr. Blatt für offene Meinung und freies Wort. Allerdings scheiterte dieser Versuch schon mit der Erstausgabe. In der Folgezeit arbeitete Cohnheim als Redakteur an der von David Kalisch herausgegebenen Zeitschrift Kladderadatsch mit. Im Juni 1848 unternahm Cohnheim mit der Flugschrift Republikanischer Katechismus für das deutsche Volk erneut den Versuch, die Revolution anzuheizen. Der Untertitel Von den überflüssigen Fürsten bildete darin den Auftakt einer scharfen Kritik an der monarchischen Staatsform. Mit dem Ausruf Es lebe die deutsche demokratische Republik! ließ er die Flugschrift, die in hoher Auflage gedruckt wurde und rasch bis in die Rheinprovinz Verbreitung fand, in einem Fanal ausklingen.
Im Juni 1848 denunzierte ein Mitglied des mit dem Volksverein konkurrierenden Patriotischen Vereins Cohnheim als den Autor des Republikanischen Katechismus bei den Behörden. Daraufhin begannen sie, Cohnheim wegen des Verdachts auf Hochverrat zu verfolgen. Er entging seinen Verfolgern, indem er untertauchte. Am 7. Juli 1848 erschien im Amtsblatt ein Steckbrief vom 30. Juni 1848, der den damals 21-Jährigen zur Ergreifung ausschrieb.

### Badische Revolution 1848/1849
Cohnheim flüchtete nach Südwestdeutschland, wo er im September 1848 am Struve-Putsch teilnahm. Das Verfahren wegen Hochverrats, das in Berlin gegen ihn eröffnet worden war, endete am 28. September 1848 zunächst mit einem Freispruch, wogegen die Staatsanwaltschaft auf Revision appellierte. In seiner Abwesenheit führte die Verhandlung in zweiter Instanz am 9. Juni 1849 zu einer Verurteilung zu langjähriger Haftstrafe. Im November 1848 wurde Cohnheim in Zusammenhang mit seiner Beteiligung an der Badischen Revolution in Bruchsal inhaftiert. Mit seinem Mitgefangenen im Zuchthaus Bruchsal, Adelbert von Bornstedt, stand er im Dezember 1848 in Briefkontakt. Während der Haft gehörte Cohnheim zu den Mitunterzeichnern des Aufrufs Bruchsaler Gefangener vom 26. Februar 1849 und des Protests vom 2. März 1849.
Die Bildung einer badischen Revolutionsregierung führte im Frühjahr 1849 zu seiner Befreiung. Am 12. Mai tagte ein Freiburger Geschworenengericht, das die angeklagten Revolutionäre – neben Wilhelm Liebknecht, Sigismund Ludwig Borkheim, Adolf Korn und Edmund Rosenblum auch Cohnheim – rasch für unschuldig befand. Die neue Regierung unter Lorenz Brentano ernannte Cohnheim in der Phase der Reichsverfassungskampagne sodann zum Zivilkommissär von Wiesloch. Als preußische und hessische Interventionstruppen unter dem Kommando des preußischen Prinzen Wilhelm und des hessischen Generals Friedrich von Schäffer-Bernstein in Baden eindrangen, um die Revolution niederzuwerfen, wurde unter dem General Ludwik Mierosławski eine badische Revolutionsarmee aus Linien- und Volkswehreinheiten zusammengestellt. Cohnheim bildete in Wiesloch ein Volkswehr-Bataillon, das der 1. Division Badens angehörte und in den folgenden Auseinandersetzungen an Operationen beteiligt war, unter anderem an dem Gefecht bei Waghäusel. Wenig später, noch im Sommer 1849, wurden die badischen Revolutionstruppen endgültig niedergerungen. Dies führte zur erneuten Verhaftung Cohnheims, der anschließend im Amtsgefängnis zu Freiburg einsaß. Am 21. November 1849 gelang ihm von dort die Flucht in die Schweiz. Ein Gericht des preußischen Armeecorps in Baden ließ Cohnheim am 7. Dezember 1849 wegen „Kriegsverrathes und Entweichung“ steckbrieflich verfolgen. Der Prozess, der ihm in seiner Abwesenheit in Wiesloch gemacht wurde, trug ihm 1851 eine Verurteilung zu acht Jahren Festungshaftstrafe und zu anschließenden acht Jahren Polizeiaufsicht ein.

### Exil in der Schweiz und in London
In der Schweiz fand sich Cohnheim in Genf ein. Zusammen mit Eduard Rosenblum, Sigismund Ludwig Borkheim, Adolf Korn und Max Joseph Becker, alle Teilnehmer der Revolution, bildete er dort eine Gruppe von Gleichgesinnten, die Karl Marx in seiner Schrift Herr Vogt später als „Schwefelbande“ beschrieb. Eine satirische Zeitschrift mit dem Titel Rummeltipuff. Organ der Lausbubokratie, die diese Gruppe herausgab, schaffte höchstens zwei Auflagen. Mitte 1850 wurde die Gruppe ausgewiesen. Rosenblum und Cohnheim begaben sich nach London, wo Marx sie im Umfeld der Exilanten um Gustav Struve verortete.

### Karriere in den Vereinigten Staaten
1851 verließ Cohnheim Europa und emigrierte in die Vereinigten Staaten. Nach Marx gab Cohnheim bis 1852 zwei Nummern eines New Yorker Kladderadatsch als Fortsetzung des gleichnamigen Berliner Vorbilds heraus. Nachdem das Vorhaben gescheitert sei, habe er dann, ebenfalls mit geringem Erfolg, das Blatt Bumsvallera veröffentlicht.
Ab dem Jahr 1853 trat Cohnheim als Schauspieler in Stücken des St. Charles Theaters in New York City auf, etwa in Schillers Die Räuber und in Die Geheimnisse von New York des Stückeschreibers Eduard Hamann. Im gleichen Jahr begann er, selbst Theaterstücke zu schreiben, so das Werk Fürsten zum Land hinaus, oder: Die Schul’ ist aus. Es folgten bald weitere. Um 1857 schrieb er für das Stadttheater New York, in dem er auch als Inspizient arbeitete, das Stück Herz und Dollar, ein „Original-Volksstück mit Gesang“ in vier Akten, das sein größter Erfolg auf den deutschsprachigen Bühnen der Vereinigten Staaten war. Es wurde in mehreren Großstädten und an beiden Küsten aufgeführt. Zu seiner Zeit war es dort wahrscheinlich das am meisten aufgeführte Stück seiner Art. Es machte ihn zum erfolgreichsten Autor der New Yorker Theaterszene. Außer für das Theater textete Cohnheim für einen Maskenball und für andere Auftritte des New Yorker Gesangvereins Arion.
Zusammen mit Otto Brethauer (auch Bretthauer) gab Cohnheim ab 1858 die Zeitung New Yorker Humorist heraus, die „Illustrierte Wochenschrift für Humor, Satyre, Kunst und Belletristik“. Sie erschien bis 1861 und enthielt neben Berichten und Rezensionen zu Theater und Musik satirische Gedichte, Kurzgeschichten, Serienromane, politische Nachrichten und Karikaturen. 1859 ergänzten sie das Wochenblatt durch ein Jahrbuch, genannt Lustiger illustrirter Almanach des New Yorker Humorist. Das Verlags- und Redaktionsbüro des Blatts lag in der North William Street, nahe der Wall Street.
Parallel zu seinem Wirken als Publizist und Theaterschaffender engagierte sich Cohnheim ab Ende der 1850er Jahre für den Kommunistischen Klub (auch Kommunist Klub oder Kommunisten-Klub), eine kommunistische Vereinigung, die in New York eine führende Rolle darin übernahm, die Arbeitslosen zu organisieren und für radikale soziale Veränderungen zu agitieren. Mit diesem Ziel versuchte der Kommunistische Klub auch, Einfluss auf andere Organisationen der Arbeiterbewegung zu nehmen. Zu seinen führenden Mitgliedern zählte der Musiklehrer Friedrich Adolf Sorge, der wie das Klubmitglied Cohnheim ein Kämpfer für die badische Revolution gewesen war.
Mit Beginn des Amerikanischen Bürgerkrieges ließ sich Cohnheim für das gut tausend Mann zählende DeKalb Regiment (41st Infantry Regiment) der Nordstaaten aufstellen, wo er vom 6. Juni 1861 bis zum 13. Februar 1862 als First Lieutenant der Company F seinen Dienst tat. Es bestand ausschließlich aus Deutschstämmigen (all-German regiment). Diese Tätigkeit hinderte ihn nicht, gleichzeitig neue Stücke für das Stadttheater zu verfassen, etwa die Farce Der Sohn des Jongleurs, die am 22. November 1861 ihre Uraufführung hatte. In dem Regiment stieg Cohnheim am 13. Februar 1862 in den Rang eines Captain auf. Später diente er im Stab des Generals Franz Sigel, der wie er in Baden auf der Seite der Revolution gefochten hatte. Das DeKalb Regiment wurde an verschiedenen Kriegsorten eingesetzt, etwa in der Ersten und Zweiten Schacht am Bull Run sowie in der Schlacht bei Chancellorsville.
Nach seiner Entlassung aus der Armee erhielt er – möglicherweise über Beziehungen zur Republikanischen Partei, für die er als Propagandist bzw. als öffentlicher Redner in deutscher Sprache gelegentlich auftrat – eine Stelle als Angestellter („2nd class clerk“) in der Fourth Division des US-Finanzministeriums in Washington, D.C. Neben dieser Verwaltungstätigkeit und einem Engagement in dem von Adolf Cluss 1852 mitgegründeten Socialen Turnverein Washingtons ging er seinen publizistischen Interessen nach, indem er in Washington die deutschsprachige Wochenzeitschrift Columbia herausgab. Deren erste Ausgabe erschien am 17. Oktober 1863, nachdem er zur Finanzierung des Projekts Nicholas Weygand, einen Wein- und Spirituosenhändler, und Ferdinand Kasche, einen reichen Hotelbesitzer, sowie rund 200 Subskribenten gewonnen hatte. In vier Monaten stieg deren Zahl auf 800, bis zum Jahr 1865 auf 1600. Während der dreieinhalb Jahre, in der die Columbia erschien, unterstützte Cohnheim die Regierung von Abraham Lincoln leidenschaftlich. Die Nachrichten widmeten sich nationalen und kulturellen Themen. Berichte über Veranstaltungen der deutschsprachigen Gemeinde Washingtons sowie andere Lokalthemen kamen ebenfalls nicht zu kurz. Viele Beiträge enthielten humoristische und sarkastische Ausführungen, Anspielungen und Fiktionen, die die Leserschaft – großenteils deutschsprachige Immigranten – aus den Blättern ihres Herkunftslandes kannten und schätzten. Nicht zuletzt durch Cohnheims pointierte Kolumnen entwickelte sich die Wochenzeitung zum „farbigsten deutschsprachigen Blatt in der Geschichte Washingtons“. Als Präsident Lincoln einem Attentat zum Opfer gefallen war, ließ Cohnheim seine Zeitung mit einem schwarzen Trauerrand versehen. Am 14. August 1865 rief er seine Leser zu Spenden für ein Lincoln-Denkmal auf, das schließlich 1868 vor dem Rathaus Washingtons aufgestellt werden konnte. Am 1. April 1866 gab Cohnheim seinen Posten im Finanzministerium auf und eröffnete ein Büro in der Pennsylvania Avenue. Als infolge einer Wirtschaftskrise viele seiner Leser aus Washington fortzogen, sanken die Einnahmen der Columbia. Cohnheim informierte seine Leser am 12. Januar 1867 über seinen Rücktritt und übergab das Blatt an Werner Koch, der es bisher nur gedruckt hatte. Hochverschuldet verließ Cohnheim Washington für immer.
1867 reiste Cohnheim zunächst zurück nach New York City, wo im Februar ihm zu Ehren im Stadttheater eine Benefizveranstaltung mit einer Aufführung seines Stücks Herz und Dollar organisiert wurde. Gestärkt durch dieses Abschiedsgeschenk ging er dann an die Westküste, nach San Francisco. Dort konnte er bald eine Stelle in der Zollverwaltung („custom house“) antreten. Auch gelang es ihm dort, wieder als Herausgeber tätig zu sein. Die San Francisco Abend-Post, die von 1868 bis 1870 unter seiner Ägide stand, war eine der beiden führenden deutschsprachigen Blätter in San Francisco. Bei dem Unterhaltungsblatt San Francisco Humorist und Journalist fungierte er in den 1870er Jahren als Mitherausgeber, ebenso bei dem Sonntagsblatt Sonntags-Gast. 1868 gehörte Cohnheim zu den Gründern einer örtlichen Sektion der Internationalen Arbeiterassoziation. Außerdem machte Cohnheim weiter als Stückeschreiber auf sich aufmerksam, etwa durch die am 17. November 1878 uraufgeführte Lokalposse Die Reise durch San Francisco in 80 Stunden, die sich an den Roman Reise um die Erde in 80 Tagen von Jules Verne anlehnte.
Wie und wo Cohnheim sein Lebensende verbrachte, liegt im Dunkeln. Allerdings deutet eine Zeitungsannonce aus dem Jahr 1894, die eine Benefizveranstaltung zugunsten Cohnheims in der „Turn Hall“ (Turnhalle des San Francisco Turnvereins in der Turk Street) ankündigte, darauf hin, dass er in dieser Zeit hilfebedürftig war und noch an der amerikanischen Westküste lebte.

## Schriften und Stücke (Auswahl)
- Der Kaufmann. Eine humoristische Vorlesung.[49]
- Konstitutioneller Katechismus, zusammen mit Adolph Reich, vier Flugschriften, Berlin, April 1848[50]
- Republikanischer Katechismus für das deutsche Volk, anonyme, zweiseitige Flugschrift, Berlin, Juni 1848[51]
- Fürsten zum Land hinaus, oder: Die Schul’ ist aus, Theaterstück, Premiere im St. Charles Theater, New York: 10. September 1853
- Im gelobten Land, Theaterstück
- Inserate und Zeitungs-Annoncen, Artikel über Anzeigen in Berliner, New Yorker und Südstaaten-Zeitungen, 1854[52]
- New York und Berlin, oder wo macht man am besten aus?, Theaterstück mit Musik (Franz Herwig), New York, um 1857
- Herz und Dollar, Volksstück mit Musik (Franz Herwig), New York, um 1857
- Der Mord am West Broadway, Theaterstück mit Musik (Franz Herwig), New York, 1860
- Der Sohn des Jongleurs, Theaterstück (Farce), Premiere am Stadttheater New York: 22. November 1861
- Der Sohn des Wucherers, Theaterstück, 1861
- Die Reise durch San Francisco in 80 Stunden, Lokalposse, Premiere in San Francisco: 17. November 1878
- Klein Deutschland, Theaterstück, 1882
- Der Pawnbroker von Harlem, Volksstück, zusammen mit Eugene Boremsky, Premiere im Neuen Germania Theater: 16. November 1882
- Der Vereinsbold, Schwank mit Gesang in drei Akten und sieben Bildern, zusammen mit Eugene Boremsky, 1882[53]
- Die Adoptirte, Lokalposse mit Gesang in drei Akten und vier Bildern, zusammen mit Eugene Boremsky, Musik von Adolf Neuendorff, 1883
- Der falsche Feldkaplan, Erzählung, 1886[54]

## Zeitschriften und Zeitungen
- Der Satyr. Blatt für offene Meinung und freies Wort, zusammen mit Adolph Reich, vierseitiges Blatt, Druck und Verlag bei August Bartz, Berlin, 1. Mai 1848 (erste und letzte Ausgabe)
- Rummeltipuff. Organ der Lausbubokratie, Genf, 1850, zusammen mit Adolf Korn, Eduard Rosenblum, Max Joseph Becker und Sigismund Ludwig Borkheim, am Rande auch Wilhelm Liebknecht (höchstens zwei Ausgaben)
- New Yorker Kladderadatsch, New York, um 1852
- Bumsvallera, New York, spätestens 1854[55]
- Der New Yorker Humorist. Illustrierte Wochenschrift für Humor, Satyre, Kunst und Belletristik, Herausgeberschaft zusammen mit Otto Brethauer, New York, 1858 bis 1861
- Columbia. Unterhaltungsblatt für die Stadt Washington und Umgegend, Washington D.C. Wochenblatt in deutscher Sprache, 1863 bis 1867, von Werner Koch bis 1873 weitergeführt, dann zusammengelegt mit der Zeitung Journal
- San Francisco Abend-Post, San Francisco, 1868–1870 unter der Herausgeberschaft von Cohnheim, danach noch bis 1903 aufgelegt
- Sonntags-Gast, San Francisco, 1870–1871
- San Francisco Journalist und Humorist, San Francisco